# Шабанбеков, Узеир Мусаевич
Шабанбе́ков Узеи́р Муса́евич (1902 — 20 января 1942) — Начальник УНКВД Алма-Атинской области. Входил в состав особой тройки НКВД СССР.

## Биография
Родился в 1902 года в селе Талы Закатальского округа в семье чиновника. Азербайджанец. Член ВКП(б) с апреля 1920 года (член ВЛКСМ с 1920 по 1926 годы).
В 1920 году окончил 4-летнее высшее начальное училище в городе Закаталы.

### Карьера
В органах ВЧК—ОГПУ—НКВД: следователь уголовно-следственного отдела Закатальского уезда; член коллегии Закатальской уездной ЧК, секретарь (1920); начальник политбюро ЧК Закатальского уезда (1920—1922); начальник политбюро ЧК Казахского уезда (1923); начальник политбюро ЧК Закатальского уезда (1923—1924); заведующий организацией отдела Закатальского уездного комитета КП(б) Азербайджана (1924—1926); заместитель председателя Закатальского УИК (1926); заведующий группой ОББ ГПУ АзербССР (1926—1927); начальник ОББ ГПУ АзербССР (1927—1929); начальник восточного отдела ГПУ АзербССР (1929); начальник Гянджинского окружного отдела ГПУ (1929—1930); начальник Нухинского окружного отдела ГПУ (1930); начальник Нухинско-Закатальского оперативного сектора ГПУ (1930—1931); сотрудник ОО ОГПУ СССР (1931—1932); заместитель начальника Особой инспекции ПП ОГПУ по ЗСФСР и Закавказского ГПУ по милиции (1932—1933); начальник командного отдела УРКМ ПП ОГПУ по Казахстану; заместитель начальника Алма-Атинского областного отдела ГПУ (1933); временно исполняющий должность начальника Алма-Атинского областного отдела ГПУ (1933—1934); временно исполняющий должность начальника УНКВД Алма-Атинской области (1934—1936).
С 13 марта 1936 г. по 14 октября 1937 г. — начальник УНКВД Алма-Атинской области. Этот период отмечен вхождением в состав особой тройки, созданной по приказу НКВД СССР от 30.07.1937 № 00447 и активным участием в сталинских репрессиях.

### Арест
Арестован 14.10.1937 г.; приговорён военным трибуналом войск НКВД Казахстанского округа 22.12.1939 г. по ст. 17-58-8, 58-2 УК РСФСР к 10 годам заключения. Умер в лагере 20 января 1942 года.

## Награды
Орден Трудового Красного Знамени Азербайджанской ССР (1931); знак «15 лет Казахстану» (1935).